# Kurzer Prozess (Urteil)
Kurzer Prozess bezeichnet umgangssprachlich ein abgekürztes oder außerordentliches Gerichtsverfahren, das sich durch bestimmte Vereinfachungen auszeichnet, um im Interesse der Prozessökonomie oder aus rechtspolitischen Gründen schneller oder kostengünstiger zu einem Abschluss zu gelangen.
Solche Vereinfachungen können z. B. eine Einschränkung von Rechtsmitteln, Abstriche bei der Beweisaufnahme, z. B. im beschleunigten Strafverfahren, verkürzte Fristen, die Nichtberücksichtigung verspäteten Vorbringens (Präklusion) oder eine Entscheidung ohne mündliche Verhandlung sein (Abweisung a limine).
Ausnahmen von einem regulären Verfahren bedürfen in der Regel der Zustimmung der Beteiligten (§ 420 Abs. 3 StPO), sind auf Bagatellfälle beschränkt (§ 495a ZPO) oder lassen nur bestimmte Rechtsfolgen zu. So darf im Strafbefehlsverfahren grundsätzlich keine Freiheitsstrafe verhängt werden (§ 407 Abs. 2 StPO).

## Rechtsgeschichte
Im Mittelalter war für Täter, die auf frischer Tat gestellt wurden, das Handhaftverfahren vorgesehen. Mit der Aufklärung wurde die geheime Kabinettsjustiz unter Umgehung der Gerichtsbarkeit abgeschafft.
Der Begriff „kurzer Prozess“ ist in der jüngeren deutschen Geschichte untrennbar mit den Urteilen der Sonder- und Standgerichte und des Volksgerichtshofs in der Endphase des Dritten Reiches verbunden, denen viele Menschen – damals als Wehrkraftzersetzer, Deserteure oder Volksschädlinge bezeichnet – zum Opfer fielen. Nach § 5 der Verordnung gegen Volksschädlinge vom 5. September 1939 musste in allen Verfahren vor den Sondergerichten „die Aburteilung sofort ohne Einhaltung von Fristen erfolgen, wenn der Täter auf frischer Tat betroffen ist oder sonst seine Schuld offen zutage liegt.“ Dahinter stand das Dogma, dass die Strafe der Tat auf dem Fuße zu folgen habe. Nach Art. III § 5 Abs. 2 des Gesetzes zur Änderung von Vorschriften des Strafrechts und des Strafverfahrens vom 24. April 1934 war gegen die Entscheidungen des Volksgerichtshofs kein Rechtsmittel zulässig. Nach der Polenstrafrechtsverordnung konnten Gericht und Staatsanwalt das Verfahren nach Ermessen gestalten und von Vorschriften des Gerichtsverfassungsgesetzes und des Reichsstrafverfahrensrechts abweichen, „wo dies zur schnellen und nachdrücklichen Durchführung des Verfahrens zweckmäßig ist.“

## Dauer von Gerichtsverfahren
Viele Prozessordnungen mahnen die Gerichte zur Verfahrensbeschleunigung, um den Rechtsstreit möglichst in einer mündlichen Verhandlung zu erledigen (§ 275 ZPO, § 155 FamFG, § 87 VwGO). Ein besonderes Beschleunigungsgebot gilt für Haftsachen.
Eine kurze Dauer von Ermittlungs- und Gerichtsverfahren ist grundsätzlich sinnvoll. Die Beweiserhebung und Würdigung ist einfacher, wenn der zu beurteilende Sachverhalt frisch ist. Die Kosten des Verfahrens sind unter Umständen niedriger. Insbesondere im Jugendstrafrecht ist die erhoffte pädagogische Wirkung aus Verurteilung und Strafe höher, wenn Tat und Strafe in engem zeitlichen Zusammenhang stehen. Daher gibt es in vielen Rechtsordnungen Instrumente, die in manchen Fällen vereinfachte oder beschleunigte Verfahren vorsehen. In Deutschland sind dies z. B. das beschleunigte Strafverfahren, der Urkundenprozess oder das Mahnverfahren. Alle diese Verfahren gewährleisten jedoch rechtsstaatliche Mindeststandards. Gegen überlange Gerichtsverfahren besteht Rechtsschutz gem. § 198 GVG.

## Verfahrensgrundrechte
Die Europäische Menschenrechtskonvention vom 4. November 1950 verbürgt das Recht auf ein faires Verfahren, das verhindern soll, Menschen zum bloßen Objekt staatlicher Rechtsausübung zu degradieren. In Deutschland garantiert Art. 103 Abs. 1 GG das rechtliche Gehör, damit dem Menschen kein „kurzer Prozess“ gemacht wird. Das GG enthält indessen nur eine Mindestgarantie, über welche die einfachrechtlichen Prozessordnungen hinausgehen können. Nach Art. 101 Abs. 1 Satz 1 GG sind Ausnahmegerichte unzulässig.

## Übertragene Bedeutung
Im übertragenen Sinn wird der Begriff „kurzer Prozess“ verwendet, wenn jemand in einer Sache oder einer Auseinandersetzung augenblicklich und unwiderruflich eine schnelle Entscheidung herbeiführt. Ein Boxer, der in der 1. Runde einen frühen K.-o.-Sieg landet, macht „kurzen Prozess“ mit seinem Gegner.